# Johan Vandenbroucke
Johan Vandenbroucke (Roeselare, 27 april 1961) is literair journalist en eigenaar/oprichter van boekhandel/antiquariaat De Zondvloed te Mechelen en Roeselare.

## Literaire journalistiek
Vandenbroucke werkte tot 2007 voor De Morgen, had een vaste column in het tijdschrift Knack, en was betrokken bij de redactie van literair tijdschrift De Brakke Hond. Verder publiceerde hij literatuur-kritische bijdragen, interviews en recensies in de tijdschriften De Parelduiker, De Poëziekrant, Yang, het Nieuw Wereldtijdschrift en Leesidee.
In 2005 stelde Vandenbroucke voor de reeks 'Schrijversprentenboeken' van het Letterkundig Museum 'Schrijversprentenboek 54' samen: een biografische schets van het leven en werk van Jeroen Brouwers. Naar aanleiding van Brouwers' 75e verjaardag verscheen dit boek in 2015 in een actualiseerde versie bij uitgeverij Atlas Contact als 'Jeroen Brouwers: het verhaal van een oeuvre'.

## De Zondvloed
De Zondvloed is genoemd naar de gelijknamige roman van Jeroen Brouwers en bestaat uit twee vestigingen: in Roeselare en in Mechelen. De laatste opende haar deuren in 2008 de deuren en heeft een café-gedeelte waar met grote regelmaat boekpresentaties, filosofische gesprekken en andere literair/filosofische activiteiten plaatsvinden.
In 2016 vond in De Zondvloed Brouwers luidop, 'De Zondvloed leest De Zondvloed' plaats; een marathonlezing door bezoekers en genodigden van de gelijknamige Brouwers roman. Deze kon via een live-stream op YouTube worden gevolgd.